# Elina Valtonen
Elina Maria Valtonen, poprzednio Lepomäki (ur. 23 października 1981 w Helsinkach) – fińska polityk i ekonomistka, posłanka do Eduskunty, wiceprzewodnicząca Partii Koalicji Narodowej, od 2023 minister spraw zagranicznych.

## Życiorys
Uzyskała magisterium z technologii na Technicznym Uniwersytecie Helsińskim (2004) oraz z ekonomii w Helsińskiej Wyższej Szkole Handlu (2005). Przed ukończeniem studiów pracowała m.in. jako asystentka deputowanego i programistka. Od 2003 związana z bankowością, pracowała jako analityk w Nordea Banku i na dyrektorskim stanowisku w Royal Bank of Scotland. Od 2012 działała w branży startupów, w 2013 została dyrektorką think tanku Libera.
Zaangażowała się w działalność polityczną w ramach Partii Koalicji Narodowej. W 2014 objęła wakujący mandat poselski do Eduskunty. Do fińskiego parlamentu była następnie wybierana w wyborach w 2015, 2019 i 2023. W 2020 została wiceprzewodniczącą swojego ugrupowania.
W czerwcu 2023 objęła urząd ministra spraw zagranicznych w rządzie Petteriego Orpa. W styczniu 2025 objęła funkcję przewodniczącej OBWE na okres rocznej kadencji.

## Życie prywatne
Jej mężem był Jukka Lepomäki, z którym ma dwoje dzieci. Małżeństwo zakończyło się rozwodem; polityk powróciła później do swojego panieńskiego nazwiska.

## Odznaczenia
- Krzyż Wielki Orderu Danebroga (Dania, 2025)[9]

## Publikacje
- Vapauden voitto, Otava, Helsinki 2018, ISBN 978-951-1-32644-1.